# Перес Галарса, Перегрин
Перегрин Перес Галарса (исп. Pelegrín Pérez Galarza; 1911, Буньоль — 1947, Франкистская Испания) — испанский и советский военный деятель и партизан, участник Великой Отечественной войны, командир 4-й (испанской) роты Отдельной мотострелковой бригады особого назначения НКВД СССР (ОМСБОН), принимавшей участие в битве под Москвой и на других фронтах. Также был активным участником Гражданской войны в Испании в рядах республиканской армии, командовал 75-й партизанской дивизией, до этого был комиссаром 14-го партизанского армейского корпуса.

## Биография
Перес Галарса Перегрин родился в 1911 году в Буньоле (Валенсия). В 1932 году вступил в Коммунистическую партию Испании, став членом провинциального комитета Компартии в Валенсии.
В годы Гражданской войны в Испании Перегрин сражался в партизанских отрядах против повстанческих отрядов генерала Франсиско Франко. В октябре 1937 года он был назначен комиссаром 14-го партизанского армейского корпуса под командованием Доминго Унгрия. Позднее он стал командовать 75-й партизанской дивизией, действовавшей на каталонском фронте.
После поражения республиканцев ему пришлось покинуть Испанию и отправиться в изгнание, поселившись в СССР. Там он учился в политической школе Планерной под Москвой вместе с другими испанскими коммунистами, такими как Игнасио Гальего, Хосе Фусиманья или Виктор де Фрутос. Позже он поступил в Международную ленинскую школу.
С началом Великой Отечественной войны постоянно был командиром подразделений, укомплектованных испанскими добровольцами. Во время битвы под Москвой был назначен командиром 4-й (испанской) роты, входившей в состав Отдельной мотострелковой бригады особого назначения НКВД СССР (ОМСБОН). На них возлагалась задача патрулирования и охраны Кремля и Красной площади, а также других подразделений этой бригады. Перегрин, по воспоминаниям его соотечественников и коллег, пользовался большим уважением и авторитетом среди своих подчинённых. Командование давало ему важные и опасные задания, которые он успешно выполнял. Позднее в составе ОМСБОН был образован «Учебный батальон», в котором готовились советские и испанские сапёры, минёры, связисты, инженеры и прочие, отправлявшиеся в тылы врага на различных фронтах. Когда Красная армия начала освобождать свою территорию от войск Нацистской Германии, испанские солдаты, выходцы из 4-й роты, приняли участие в боях, а затем сражались на территории Польши, Румынии и Чехословакии. Некоторые достигли Берлина.
Перес Перегрин воевал на нескольких фронтах. В начале 1943 года испанские войска под его командованием особенно отличились, действуя в немецких тылах на Северном Кавказе и на Кубани. Подразделения капитана Переса Галарсия нарушили коммуникации отступающего противника в районе Новороссийска (горы «Сахарная голова») станицы Крымской, Варениковской, побережья Чёрного моря между Темрюком и Геленджиком. Капитан Перес Галарса оставался бессменным командиром 4-й роты до 1944 года.
За подвиги в войнах с немецкими захватчиками капитан Перес Гаса Перегрин указом Президиума Верховного Совета СССР был награждён орденом Красной Звезды.
После окончания Великой Отечественной войны в 1946 году выехал в Испанию, где принял участие в партизанском движении «Маки», боровшемся против диктаторского режима Франко. Использовал псевдоним «Рикардо». В 1947 году был схвачен и расстрелян Гражданской гвардией Испании. Похоронен на кладбище в Хинеброса (Теруэль) в августе 1948 года.
Был женат на Кармен Солеро.